# Richmond Heights (Ohio)
Richmond Heights és una ciutat dels Estats Units a l'estat d'Ohio. Segons el cens del 2000 tenia 10.944 habitants.

## Demografia
Segons el cens del 2000, Richmond Heights tenia 10.944 habitants, 4.864 habitatges, i 2.971 famílies. La densitat de població era de 966,9 habitants/km².
Dels 4.864 habitatges en un 24,1% hi vivien nens de menys de 18 anys, en un 45,7% hi vivien parelles casades, en un 12,3% dones solteres, i en un 38,9% no eren unitats familiars. En el 33,9% dels habitatges hi vivien persones soles el 10% de les quals corresponia a persones de 65 anys o més que vivien soles. El nombre mitjà de persones vivint en cada habitatge era de 2,22 i el nombre mitjà de persones que vivien en cada família era de 2,85.
Per edats la població es repartia de la següent manera: un 19,7% tenia menys de 18 anys, un 7,7% entre 18 i 24, un 29,6% entre 25 i 44, un 25,3% de 45 a 60 i un 17,7% 65 anys o més.
L'edat mediana era de 41 anys. Per cada 100 dones de 18 o més anys hi havia 85,3 homes.
La renda mediana per habitatge era de 43.625 $ i la renda mediana per família de 60.136 $. Els homes tenien una renda mediana de 40.414 $ mentre que les dones 30.537 $. La renda per capita de la població era de 25.738 $. Aproximadament el 4,3% de les famílies i el 5,3% de la població estaven per davall del llindar de pobresa.

## Poblacions properes
El següent diagrama mostra les poblacions més properes.